# Alexandre Millerand

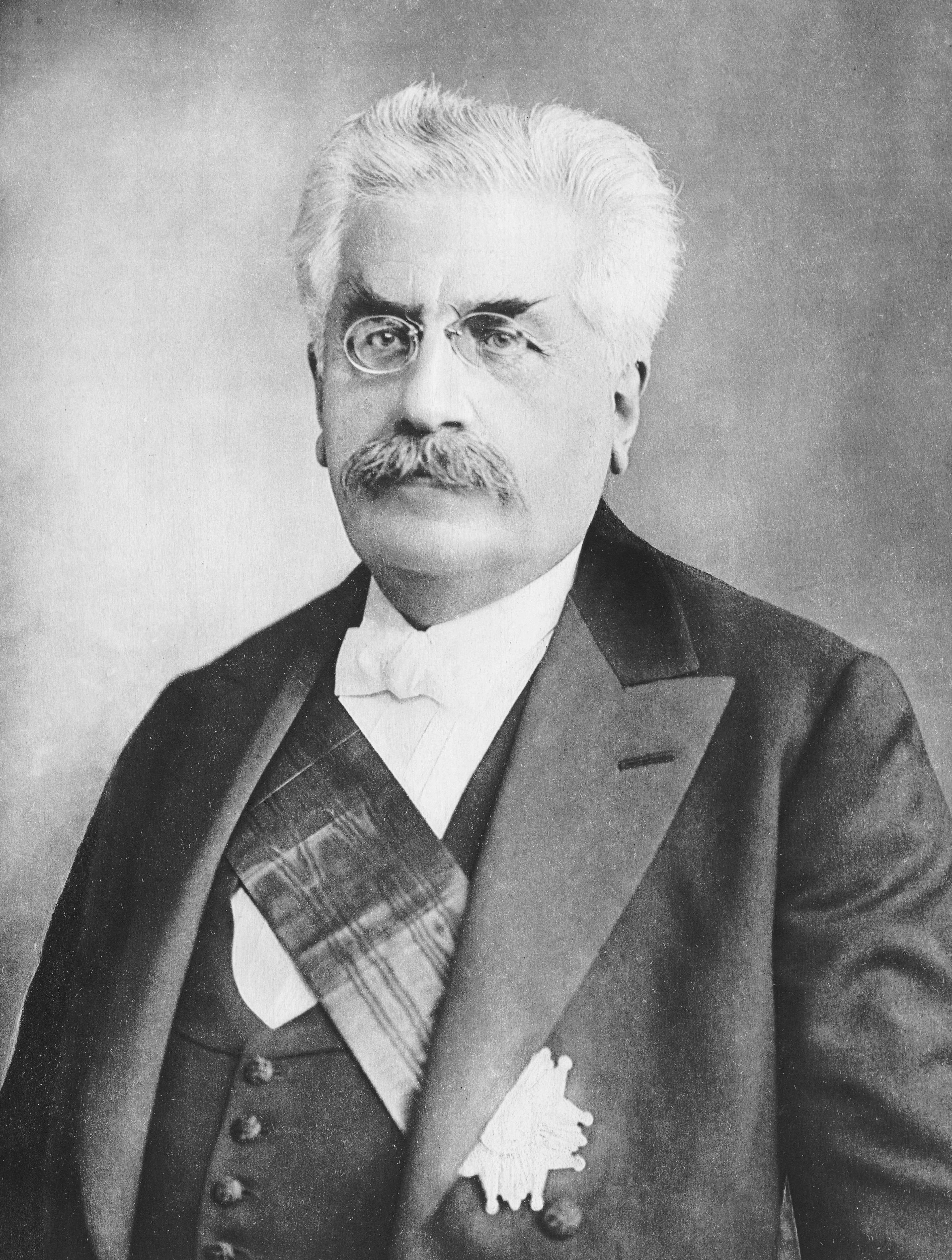
Alexandre Millerand (1920)

Alexandre Etienne Millerand (* 10. Februar 1859 in Paris; † 6. April 1943 in Versailles) war ein französischer Politiker der Dritten Republik. Von September 1920 bis Juni 1924 war er Staatspräsident. Zunächst Radikaler, dann Sozialist, wandte er sich später dem bürgerlichen Lager zu und gründete nach seiner Präsidentschaft die rechte Ligue républicaine nationale.

## Leben und Karriere

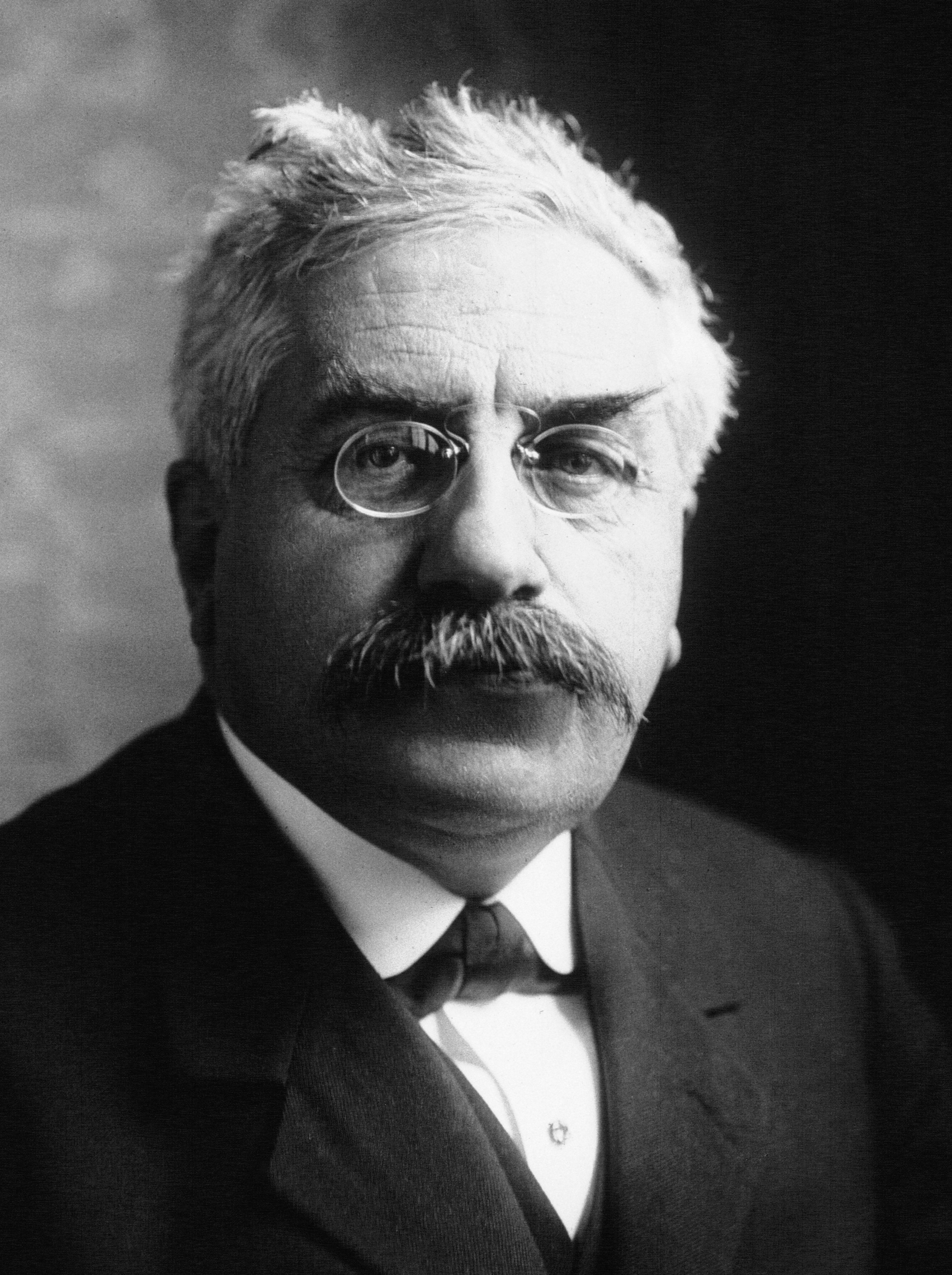
Porträt von 1914

Millerands Eltern Jean-François und Amélie-Mélanie Millerand (geb. Cahen) betrieben ein kleines Tuchgeschäft im Pariser Quartier du Mail und heirateten erst zwei Jahre nach der Geburt ihres Sohns. Die Mutter stammte aus einer jüdischen Familie aus dem Elsass, war aber zum Katholizismus konvertiert. Der Onkel Alexandre-Severine Millerand hatte eine Weinhandlung und war gut vernetzt, was Millerand zu Beginn seiner politischen Karriere nutzte. Alexandre Millerand hatte zwei jüngere Schwestern, von denen eine starb, als er 10 oder 11 Jahre alt war.
Er besuchte das Lycée in Vanves, dann das Lycée Henri IV. Während des Jurastudiums in Paris freundete er sich mit Raymond Poincaré an. Nach einer Unterbrechung durch den Wehrdienst beim 48. Infanterieregiment im bretonischen Guingamp wurde ihm 1881 die Licence verliehen und er leistete im selben Jahr seinen Eid als Rechtsanwalt. Ab 1883 schrieb er für Georges Clemenceaus radikal-republikanische Tageszeitung La Justice. Als Anwalt verteidigte er streikende Arbeiter.
Als radikaler Republikaner wurde Millerand 1884 für das Quartier de la Muette (16. Arrondissement) in den Gemeinderat von Paris und den Generalrat des Départements Seine gewählt. Im Jahr darauf folgte seine Wahl zum Abgeordneten. Er wurde achtmal wiedergewählt und gehörte der Abgeordnetenkammer bis 1920 an. Zunächst Fraktionsmitglied der Radikalen, wechselte er nach der Fusillade de Fourmies 1891 zu den Sozialisten. Auch als Anwalt vertrat er revolutionäre Aktivisten, unter ihnen Paul Lafargue, den Schwiegersohn von Karl Marx. Zusammen mit Jean Jaurès, Aristide Briand und René Viviani bildete Millerand jedoch eine reformistische Strömung, die sich „unabhängige Sozialisten“ (socialistes indépendants) nannte und im Gegensatz zur marxistischen Parti ouvrier français stand. In der Dreyfus-Affäre, die das Land zwischen 1894 und 1906 spaltete, engagierte er sich als Jurist vehement für den jüdischen Offizier, der des Landesverrats bezichtigt wurde.
1898 heiratete er Jeanne le Vayer (1864–1950).
Von 1899 bis 1902 gehörte Millerand als Minister für Handel, Industrie, Post und Telegraphen der Regierung der „Verteidigung der Republik“ unter dem moderat-republikanischen Ministerpräsidenten Pierre Waldeck-Rousseau an. Seine Ernennung erfolgte gegen den Willen der Sozialistischen Partei, die die Beteiligung an einer bürgerlichen Regierung ablehnte, und wurde auch auf dem Internationalen Sozialistenkongress in Paris 1900 verurteilt. Seine Gegner prägten danach den Begriff „Millerandismus“ für das aus ihrer Sicht opportunistische Verhalten gemäßigter Sozialisten, die Posten in bürgerlichen Regierungen annahmen. 1904 wurde Millerand aus der Sozialistischen Partei ausgeschlossen. Kurz darauf sagte er sich von der Freimaurerei los. Von 1909 bis 1910 war er Minister für öffentliche Arbeiten, Post und Telegraphen im Kabinett Briand I. 1911 war er gemeinsam mit Aristide Briand einer der Begründer des reformsozialistischen Parti républicain-socialiste. Im Laufe der Zeit neigte er mehr und mehr konservativen Anschauungen zu und gab schließlich seine sozialistische Einstellung völlig auf.

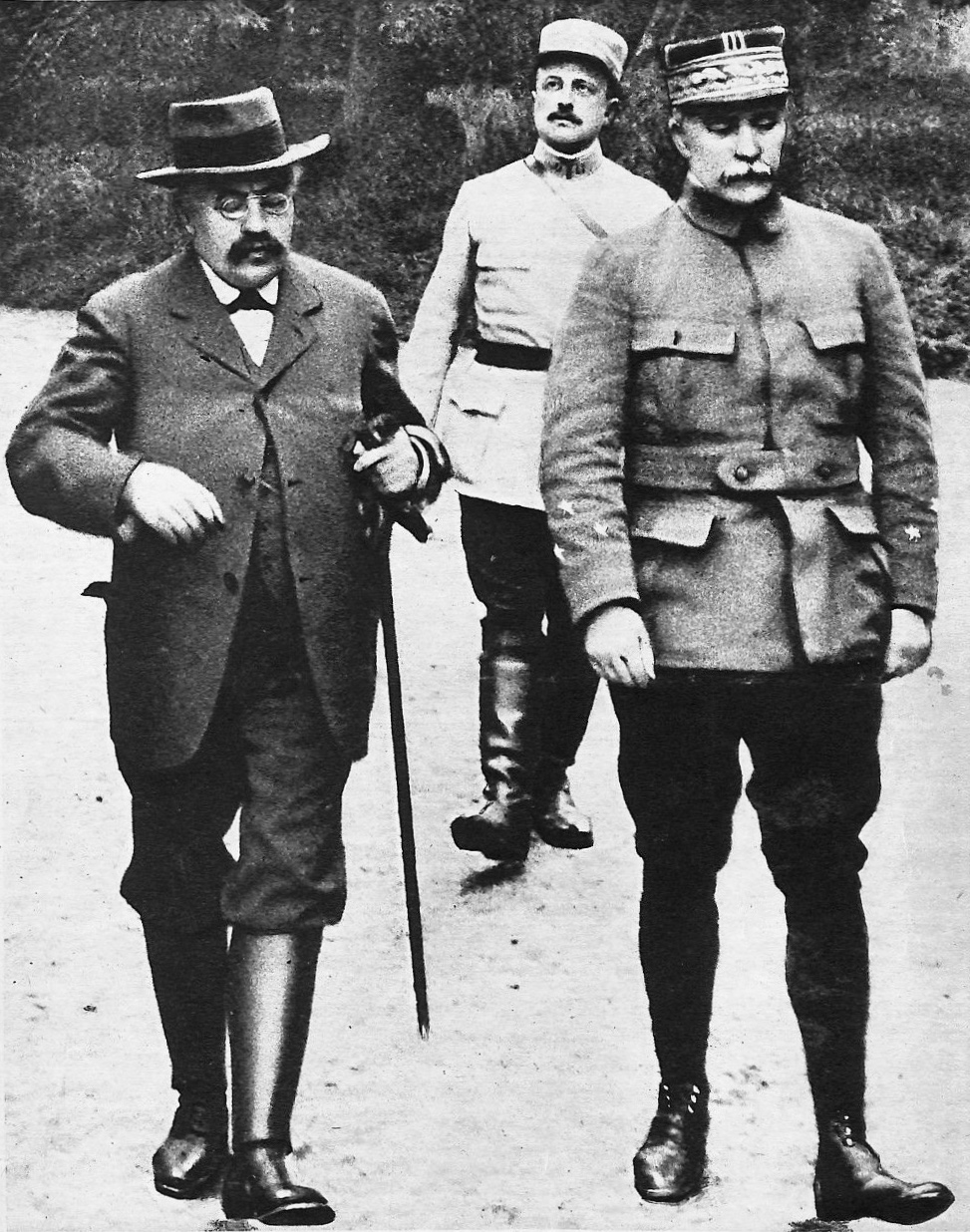
Kriegsminister Alexandre Millerand (links) mit Divisionsgeneral Philippe Pétain (1915)

Millerand bekleidete unter seinem Studienfreund Raymond Poincaré von Januar 1912 bis Januar 1913 das Amt des Kriegsministers. Dieses hatte er nach Ausbruch des Ersten Weltkriegs in der Regierung der Union sacrée (Kabinett Viviani) von August 1914 bis Oktober 1915 erneut inne. Nach dem französischen Sieg im Ersten Weltkrieg fungierte er als Generalkommissar der Republik für die Wiedereingliederung des von Deutschland zurückgewonnenen Territoriums des früheren Elsass-Lothringen. Millerand rückte seit dem Weltkrieg immer weiter nach rechts: Er war der Autor des Wahlprogramms des „Nationalen Blocks“ (Bloc national), der aus den Parlamentswahlen 1919 als Sieger hervorging.
Am 20. Januar 1920 wurde er Ministerpräsident einer Mitte-rechts-Regierung des Bloc national Kabinettsumbildung Februar 1920. Zusätzlich bekleidete er das Amt des Außenministers. Nach dem Rücktritt von Paul Deschanel wegen psychischer Krankheit wählte das Parlament am 23. September 1920 Millerand zum Präsidenten der Französischen Republik. In seinem Amt versuchte er, eine aktive Rolle zu spielen, hatte aber aufgrund der Verfassung der Dritten Republik nur wenig Spielraum. Nach dem Sieg der Linken (Cartel des Gauches) bei den Parlamentswahlen 1924 erzwang die neue Mehrheit seinen Rücktritt am 11. Juni. Zu seinem Nachfolger wurde der Radikale Gaston Doumergue gewählt.
Nach seinem Ausscheiden aus dem Elysée-Palast gründete Millerand eine neue Partei namens Ligue républicaine nationale. Er wurde kurz darauf in den Senat gewählt, ohne aber nochmals eine bedeutende politische Rolle spielen zu können.
1925–1927 war er Senator für das Département Seine; 1927–1940 für das Département Orne. An der Sitzung der Nationalversammlung am 10. Juli 1940, auf der die erweiterten Vollmachten für Marschall Pétain beschlossen wurden, die das Ende der Dritten Republik bedeuteten, nahm er nicht teil.
Millerand fungierte als Schirmherr bei den Olympischen Sommerspielen von Paris im Jahre 1900 (in seiner Eigenschaft als Handelsminister) und bei den Olympischen Winterspielen von Chamonix im Jahre 1924 (in seiner Eigenschaft als Staatspräsident). Er war damit als erste Person Schirmherr von zwei Olympischen Spielen.

## Ehrungen
Ihm zu Ehren wurde eine Insel in der Antarktis Île Millerand genannt.